# Machias (Nowy Jork)
Machias – miasto w Stanach Zjednoczonych, w stanie Nowy Jork, w hrabstwie Cattaraugus.